# Жомини, Генрих
Генрих Жомини (иначе Антуан-Анри Жомини́) (фр. Antoine-Henri Jomini; на русской службе Генрих Вильямович / Вениаминович Жомини; 6 марта 1779 — 24 марта 1869) — барон (с 1807), швейцарский военный писатель, на французской службе — бригадный генерал, на русской службе — генерал от инфантерии (1826). Один из крупнейших военных теоретиков XIX века (наряду с Клаузевицем). Отец дипломата Александра Жомини.

## Биография
Родился в швейцарском городке Пайерне в семье мелкого чиновника Бенжамена Жомини (1746—1818). Трудовую жизнь начал клерком в парижском банке. Во время Революционных войн стал командиром батальона к 1801 году, в мирное время вернулся в коммерцию.
Занимаясь потом в одной из парижских коммерческих контор, Жомини изучил военные науки и издал в 1804 году «Трактат о крупных военных операциях» (Traité des grandes opérations militaires), содержавший сравнительное исследование кампаний Фридриха Великого и генерала Бонапарта.
В 1804 году Жомини вступил волонтёром в ряды французской армии. Наполеон, прочитав труд Жомини, произвёл его в 1805 году в полковники. В 1806 году Жомини издал «Памятку о вероятности войны с Пруссией» (Mémoire sur la probabilité de la guerre de Prusse), где изложил взгляды на войну с Пруссией. Наполеон взял талантливого автора в свой штаб.
За кампанию 1806—1807 годов Жомини был награждён баронским титулом, а в 1808 году отправился с маршалом Неем в Испанию в качестве начальника его штаба, но вскоре был удалён оттуда по наветам недоброжелателей, успевших восстановить маршала против него. Наполеон поручил ему написать историю итальянских походов 1796—1800 годов, перед тем присвоив ему звание бригадного генерала.
В Русскую кампанию 1812 года Жомини занимал должность губернатора сначала Вильны, потом — Смоленска. Благодаря собранным им сведениям о местности, переправа отступавшей французской армии через реку Березину прошла сравнительно удачно.
Во время кампании 1813 года Жомини, будучи начальником штаба 3-го армейского корпуса маршала Нея, внёс большой вклад в победу при Бауцене, однако в дивизионные генералы из-за недоброжелательства Бертье он произведён не был. Оскорблённый этим, Жомини в день истечения перемирия (14 августа 1813 года) перешёл в стан антифранцузской коалиции.
Принятый на службу императором Александром I с чином генерал-лейтенанта и званием генерал-адъютанта, Жомини получил в командование дивизию. Сохраняя в тайне операционный план французов, который ему был известен, Жомини своими советами удерживал союзников от слишком рискованных предприятий. Тем не менее чересчур осторожные советы начали казаться союзникам подозрительными, и тогда Жомини покинул союзные войска и поселился в Веймаре.
В 1815 году в свите Александра I Жомини въехал в Париж, участвовал во всех конгрессах того времени (Венском, Ахенском, Веронском) и, когда его прежнему командиру, маршалу Нею, угрожала смертная казнь, Жомини приложил все старания, чтобы его спасти, но тщетно.
В 1822 году Жомини поселился в России и при императоре Николае I принял участие в разработке военных проектов, в частности, проекта об учреждении высшего военно-учебного заведения для получения образования офицерами Генерального штаба (позже — Николаевская Академия Генерального штаба).
Жомини принял участие в войне 1828 года России с Турцией, сопровождая императора в походе, и был за это награждён орденом святого Александра Невского.
В 1837 году Жомини был назначен преподавателем стратегии к наследнику цесаревичу. Для этой цели им был написан труд «Précis de l'art de la guerre» («Краткое изложение военного искусства»).
Достигнув престарелого возраста, Жомини вышел в отставку и удалился в Брюссель, тем не менее во время Крымской войны, по просьбе Николая I, вновь вернулся в Россию, принимал участие в военных совещаниях и только в 1855 г. окончательно покинул Россию.
Примечательно, что в Военной галерее Зимнего дворца имеется портрет Жомини, хотя сам он был во время кампании 1812 года на противоположной стороне, будучи на службе в армии Наполеона.

## Взгляды на военное искусство

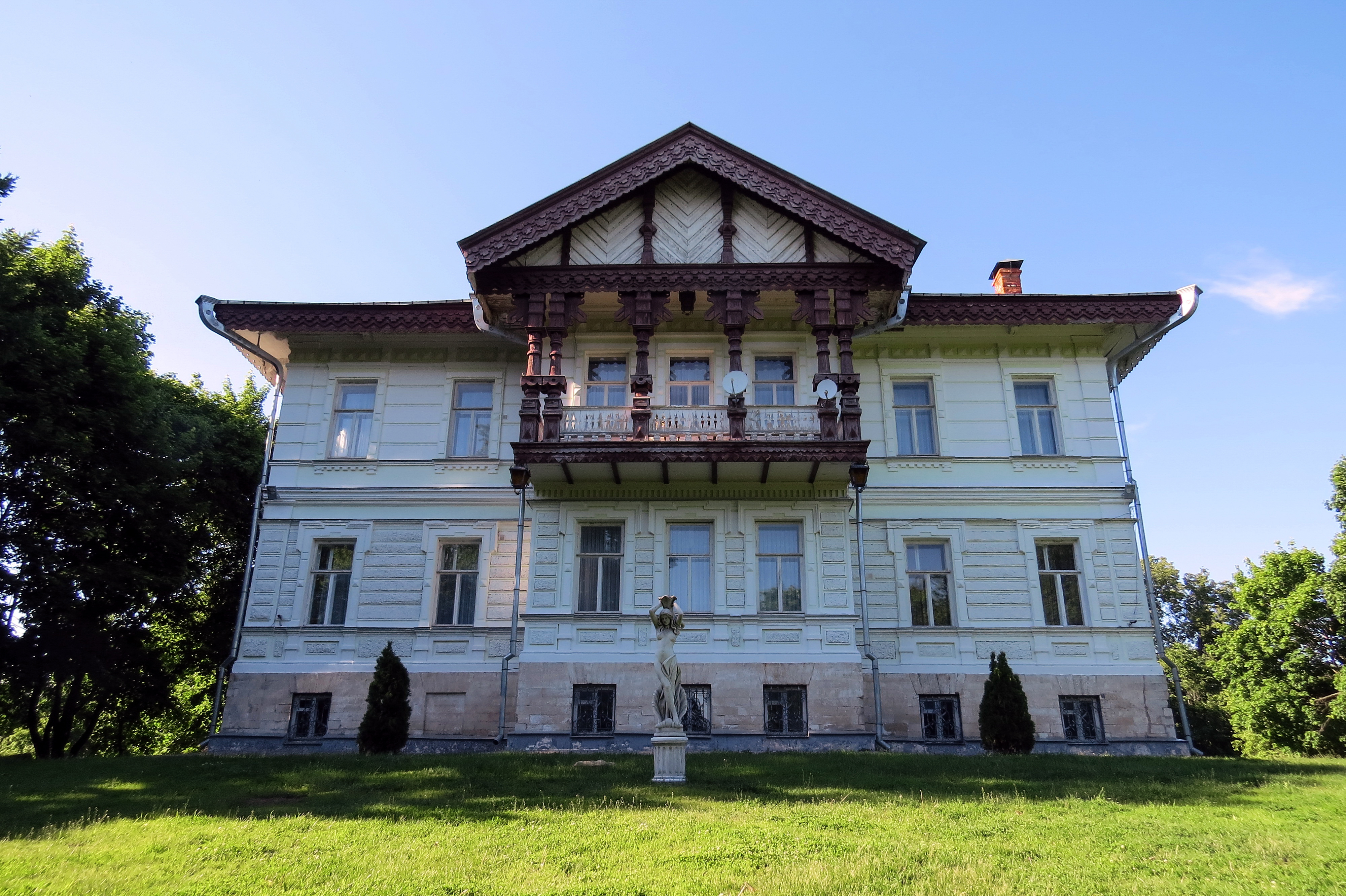
Усадьба Жомини возле села Гагино.

В сочинении «Tableau analytique des principales combinaisons de la guerre ou précis de l’art de la guerre» («Аналитическая таблица основных комбинаций войны, или Краткое изложение военного искусства») собран ряд мыслей Жомини о различных предметах, относящихся к военному искусству. Относительно теории стратегии Жомини признает существование извечных основных принципов военного искусства, применение которых всегда сопровождалось успехом, а отступление от них влекло неудачу.
Жомини утверждает, что основное правило для всех вообще военных действий состоит: во-первых, в сосредоточении по возможности наибольших сил на решительном пункте театра войны, либо поля сражения; во-вторых, в употреблении этих сил искуснейшим образом.

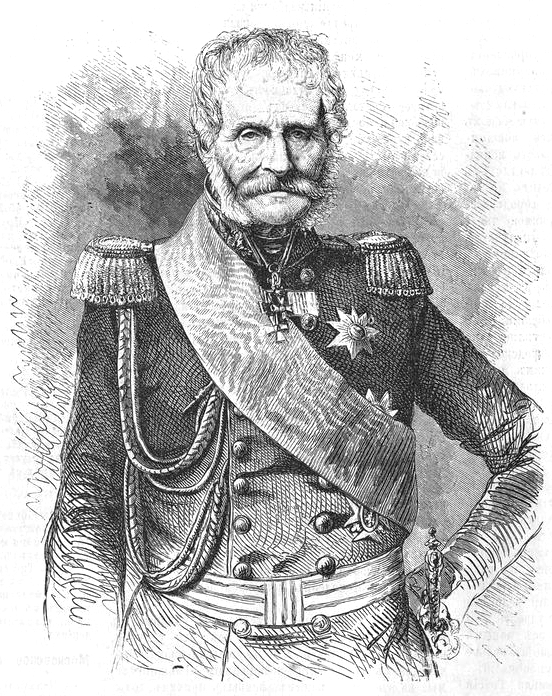
Генрих Жомини

Приступая к изложению мыслей «О предметах действий», Жомини сравнивает сперва действия наступательные с оборонительными. Признавая вполне опасность, которой подвергается армия, производящая нашествие на слишком большом пространстве, Жомини, при всём том, отдаёт преимущество наступательной войне, «ибо она доставляет упреждение в действиях» (фр. initiative des mouvements), а это способствует сосредоточению сил на решительном пункте. Оборонительная война, по мнению Жомини, тогда только может быть целесообразна, когда, не ограничиваясь пассивною обороною, сопровождается от времени до времени переходом к наступлению (фр. défensive-offensive). Вообще же верх искусства полководца заключается, по словам Жомини, в том, чтобы «переходить вовремя от наступления к обороне и наоборот».
«Предметом действий» должен быть один из решительных пунктов театра войны; а потому для выбора его необходимо раньше определить решительные пункты. Такие пункты могут быть двух родов: географические и манёвренные. Географическим решительным пунктом Жомини считает: 1) пункт, находящийся на соединении нескольких долин и многих сообщений, как например, Лейпциг; 2) течение реки, ряд крепостей, либо цепь значительных гор, как например, долина Дуная. Манёвренные же решительные пункты он определяет относительным расположением сил обеих сторон: обычно решительный пункт — это тот из флангов противника, действуя на который, можно отрезать армию от базы и подкреплений, либо прижать её к какой-либо важной естественной преграде; но если неприятельская армия слишком растянута, то решительный пункт будет находиться в центре, так как в этом случае является возможным разобщить силы противника и полностью их уничтожить. 
Все свои основные принципы ведения войны Жомини вывел из рассмотрения и сличения действий Фридриха II и Наполеона I: из рассмотрения действий первого он извлёк мысль о выгоде внутренних линий, а в действиях второго видел постоянное стремление упреждать противника в наступлении и действовать сосредоточенными силами, устремляя их на решительные пункты театра войны. Сопоставляя действия обоих этих полководцев, он подметил в них то сходство, что оба они искали решительного боя; но Фридрих, следуя системе внутренних линий, разделял свои силы, а Наполеон действовал силами совокупными, и Жомини пришёл к выводу, что следует устремляться сосредоточенными силами на решительные пункты театра войны; в тех же случаях, когда это невозможно, предпочитать внутренние линии наружным.
Стратегические взгляды Жомини оказали важное влияние на образ мыслей военных и развитие стратегии как науки. Недостатки же сочинений Жомини состоят в том, что в них упущены из виду многие факторы, часто оказывающие первостепенное влияние на успех войны, как например, важность охранения сообщений и действия на сообщения противника, местность театра войны и прочие.

## Семья
В браке с Агландо Розелло Наполеон
Дети
барон Карл Генрихович Жомини (1811–1860)
Александр Генрихович Жомини (1817–1888)
баронесса Аделаида Генриховна Жомини (Зиновьева) (1814 – 1912) 
Внуки
Степан Степанович Зиновьев (1838 - 1918)
Ольга Степановна Левашова (1837-1905)
Аделаида Степановна Жуковская (1840 - 1915)

## Избранная библиография
- Наука о больших военных действиях: Извлечение из соч. ген. Жомини: Traité des grandes opérations militaires, под руководством самого авт. подполк. Языковым. Ч. 1-2. — СПб, 1836. — В 2 т.
- Политическая и военная жизнь Наполеона. — М.: Эксмо, 2013.
- Очерки военного искусства = Précis de L'Art de la Guerre: пер. с французского. — Изд. 2-е. — Москва: URSS, 2011.
- Очерки военного искусства: Пер. с франц. [изд. 1855 г.] — Москва: Воениздат, 1939. — В 2 т.
- Стратегия и тактика в военном искусстве [пер. с англ. Л. А. Игоревского]. — Москва: Центрполиграф, 2009.
- Histoire critique et militaire des guerres de la Révolution, de 1792 à 1801
- Vie politique et militaire de Napoléon, racontée par lui-même au tribunal de César, d’Alexandre et de Frédéric (1827)
- Tableau analytique des principales combinaisons de la guerre et de leurs rapports avec la politique des Etats (издание 1837);
- Observations sur l’histoire militaire et sur les écrivains militaires depuis Louis XIV jusqu'à nos jours
- Observations sur la campagne de 1828, par un officier d'état-major russe.

## Награды
Где друзья минувших лет,

Где гусары коренные,

Председатели бесед,

Собутыльники седые?
…
Говорят умней они…

Но что слышим от любова?

Жомини да Жомини!

А об водке – ни полслова!
- Орден Святой Анны 1-й ст. (08.10.1813);
- Орден Святого Владимира 2-й ст. (29.05.1817);
- Орден Святого Александра Невского (30.09.1828);
- Табакерка с портретом Государя Императора (1829);
- Знак отличия за XV лет беспорочной службы (1832);
- Бриллиантовые знаки к Ордену Святого Александра Невского (1839);
- Знак отличия за XXV лет беспорочной службы (1843);
- Орден Святого Георгия 4-й ст. за 25 лет службы (1854);
- Табакерка с портретом Государя Императора (1855);
- Орден Святого Андрея Первозванного (25.05.1867).

Иностранные:
- Орден Почётного легиона кавалерский крест (14 мая 1807, Французская империя)
- Орден Святого Людовика, большой крест (1814, королевство Франция);
- Военный орден Максимилиана Иосифа, командорский крест (1814, королевство Бавария).